# Tigri
La región de Tigri (en neerlandés: Tigri-gebied) es una zona selvática que desde 1840 se encuentra en disputa entre Surinam y Guyana, en el extremo sur de la frontera entre ambos países. La zona es delimitada por los ríos Boven-Corentín (el cual en Guyana es denominado New River) y el Coeroeni y el Kutari. Esta zona de forma triangular es denominada en Guyana el New River Triangle (Triángulo del río Nuevo). La superficie de la región de Tigri es de 15 603 km².
En 1969 el conflicto alcanzó un pico de tensión y desde ese momento la zona de Tigri ha sido controlada por Guyana. En 1971, ambos gobiernos acordaron que continuarían las conversaciones sobre el tema fronterizo y retirarían sus fuerzas militares del disputado triángulo. Guyana nunca se ha adherido a este acuerdo.
En Surinam se la considera una parte del ressort de Coeroeni que pertenece al distrito de Sipaliwini, mientras que en Guyana se encuentra en la región de Berbice Oriental-Corentyne.

## Historia

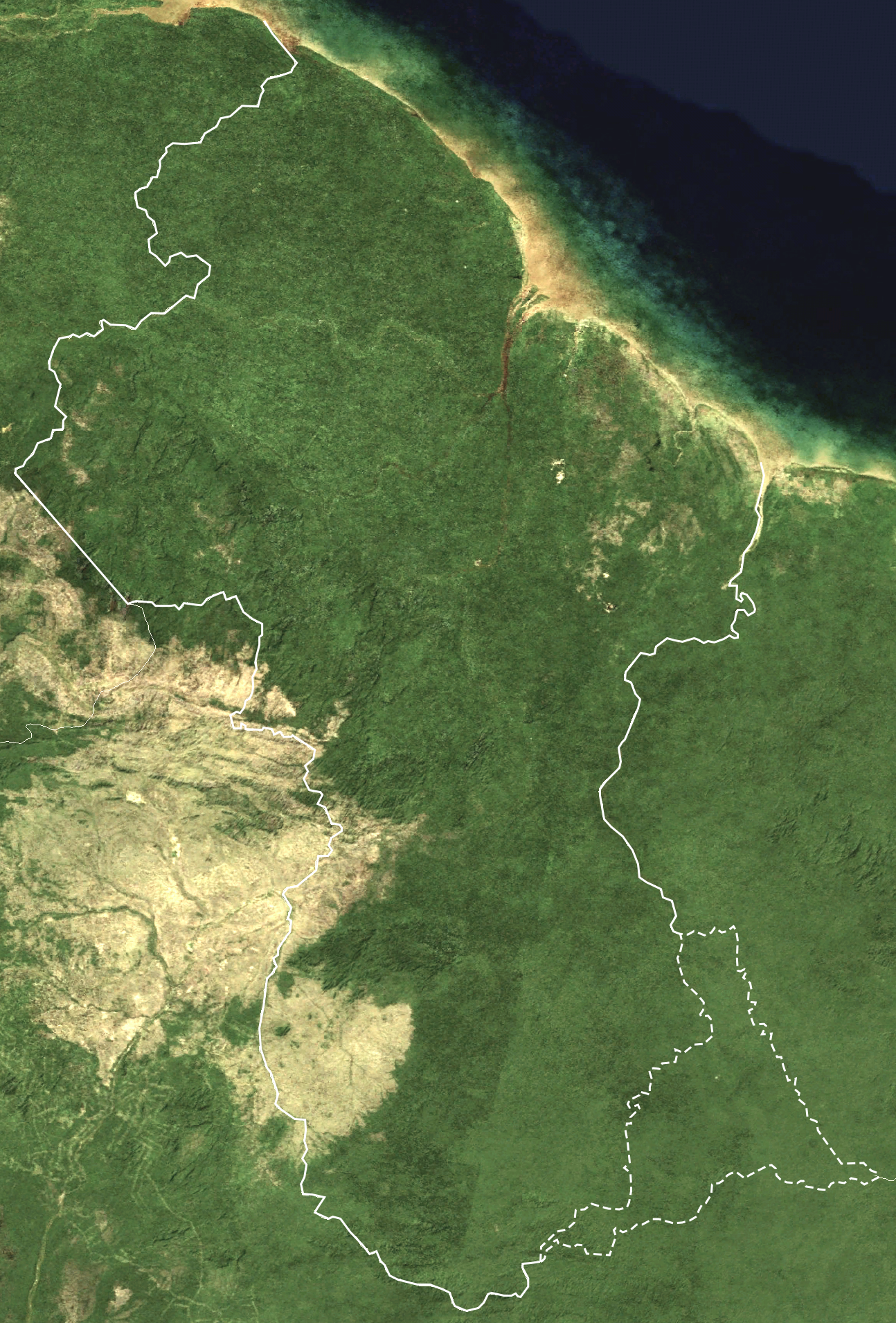
Imagen satelital de Guyana que muestra las fronteras, incluida la zona en disputa con Surinam, a partir de 2023.

El Tratado anglo-neerlandés de 1814 fijó la frontera entre la Guayana británica y Surinam en el río Corentín. El tratado fue firmado y ratificado por ambas partes. Robert Schomburgk inspeccionó las fronteras de la Guayana británica en 1840. Tomando el río Corentín navegó hasta el que consideró su fuente, el río Kutari, para delinear el límite. En 1871, sin embargo, Charles Barrington Brown descubrió el río New o Alto Corentín, que es la fuente del Corentín. Así nació la disputa del área Tigri o triángulo del río New.
El tribunal que se ocupó de la crisis de Venezuela de 1895 también otorgó el triángulo del Río New a la Guayana británica. Los Países Bajos, sin embargo, presentaron una protesta diplomática, alegando que el río New, y no el Kutari, debía considerarse como la fuente del Corentín y por tanto el límite. El gobierno británico respondió que el problema ya estaba resuelto con la aceptación de Kutari como límite.
En 1936, una comisión mixta establecida por el gobierno británico y neerlandés acordó otorgar todo el ancho del río Corentín a Surinam, según el acuerdo de 1799. Se consideró que el límite del mar territorial se prolongaba 10° desde el Punto No. 61, 3 millas náuticas (5,6 km) desde la costa. El área Tigri, sin embargo, fue otorgado completamente a Guyana. El tratado que puso este acuerdo en ley nunca fue ratificado, debido al estallido de la Segunda Guerra Mundial. El representante neerlandés Conrad Carel Käyser firmó un acuerdo con representantes británicos y brasileños, colocando el cruce de tres puntos cerca del nacimiento del río Kutari. Con el deseo de cerrar el problema fronterizo antes de que Guayana británica obtuviera la independencia, el gobierno británico reinició las negociaciones en 1961. La posición británica afirmaba «la soberanía neerlandesa sobre el río Corentín , una línea de 10°  que divide el mar territorial y el control británico sobre el Triángulo del Río New». Los Países Bajos respondieron con un reclamo formal sobre la zona, pero con un límite adicional de thalweg en el río Corentín (la última posición nunca ha sido repetida por ningún gobierno surinamés). No se hicieron acuerdos y Guyana se independizó con sus fronteras sin resolver.
En el pueblo actual de Kuruni cerca de la Pista de aterrizaje de Coeroenie, se colocaron casas prefabricadas para los trabajadores en un vertedero planificado. También se comenzó a trabajar en un campamento cerca del río Oronoque. El 12 de diciembre de 1967, cuatro hombres armados de la policía de Guyana aterrizaron en Oronoque y ordenaron a los trabajadores que abandonaran la zona. Cuatro puestos militares fueron establecidos inicialmente por el ejército surinamés, sin embargo (principalmente por razones financieras) sólo quedó el Campamento Tigri (también conocido como Campamento Jaguar). El 19 de agosto de 1969, se produjeron escaramuzas fronterizas entre las fuerzas guyanesas y las milicias surinamesas en Campamento Tigri, que posteriormente fue conquistado por Guyana. El 18 de marzo de 1970, Eric Williams, primer ministro de Trinidad y Tobago, se ofreció a mediar en el conflicto. En noviembre de 1970, los gobiernos de Surinam y Guyana acordaron en Trinidad y Tobago retirar sus fuerzas militares del Triángulo. Antes de la independencia de Surinam en 1975, el presidente Henck Arron pidió al primer ministro Joop den Uyl de los Países Bajos una definición precisa de las fronteras. La respuesta incluyó el área de Tigri. Guyana no se ha aferrado a este acuerdo y continúa manteniendo un control firme sobre el triángulo del Río New.

## Pueblos
Los pueblos indígenas de Kasuela y Sakuru de la tribu Tiriyó están ubicados dentro del área Tigri. Kasuela es el pueblo más antiguo de Western Trio Group y está ubicado en una isla en medio del río New. El pueblo también se conoce como Casuela e isla Cashew. El Campamento Tigri, conocido en Guyana como Campamento Jaguar, está ubicado al norte del pueblo.
El pueblo de Sakuru fue fundado en 2008 por un grupo de personas de Kwamalasamutu. Se encuentra en 2°4′21″N 56°53′21″O / 2.07250, -56.88917